# 三毛菊次郎
三毛菊次郎（日语：／ Mike Kikujiro */?，1888年3月22日—？）日本愛媛縣人，礦業工程師，1933年至1944年間曾在臺灣瑞芳金瓜石礦山從事礦業管理工作，並擔任瑞芳庄協議員、臺北州州協議員、總督府評議會員等公職。

## 礦業經歷
1888年（明治21年）3月22日出生於日本愛媛縣，1912年（明治45年）7月畢業於日本東京帝國大學採鑛科。8月隨即進入久原鑛業所工作， 該年9月18日日本久原財閥於日本大阪市設立久原鑛業株式會社，由久原房之助擔任社長。
1919年（大正7年）1月轉調日本北海道札幌豐羽礦山（日文：豊羽鉱山とよはこうざん），擔任採礦組長，採礦管理方面之專業能力開始受到重視。
1928年（昭和3年）年鮎川義介接任久原鑛業株式會社社長，隔年會社更名並成立「日本鑛業株式會社」。 1929年（昭和4年）3月三毛菊次郎轉任日本鑛業株式會社糟屋炭礦事務所所長，負責福岡郡煤礦開採事業。
1933年（昭和8年）日本鑛業株式會社取得金瓜石礦山礦權，派遣三毛菊次郎至金瓜石鑛山事務所擔任管理職，積極投入金瓜石及水湳洞地區的礦業建設，例如興建青化製錬廠、全泥選鑛廠等設施，並擔任基隆輕鐵株式會社股東，參與基隆瑞芳輕便鐵道的經營。 1936年（昭和11年）受到同業肯定，被推舉為臺灣鑛業會副會長。
1943年（昭和18年）三毛菊次郎除了晉升為日本鑛業株式會社臺灣支社長之外，同時兼任比島鑛業事務所所長。 戰後返回日本，居住在東京都世田谷區，擔任豐羽礦山KK會長。

## 公職經歷
1933年（昭和8年）至1944年（昭和19年）在臺期間，三毛菊次郎受臺灣總督府聘任的公職包括：瑞芳庄協議會員、臺北州協議會員、臺北州會議員、數任總督府評議會員、臺灣總督府科學審議會囑託委員、臺灣中央賃金委員會委員、木材及其ノ製品物價專門委員會委員長、皇民奉公會中央本部奉公委員等職。

## 地方貢獻

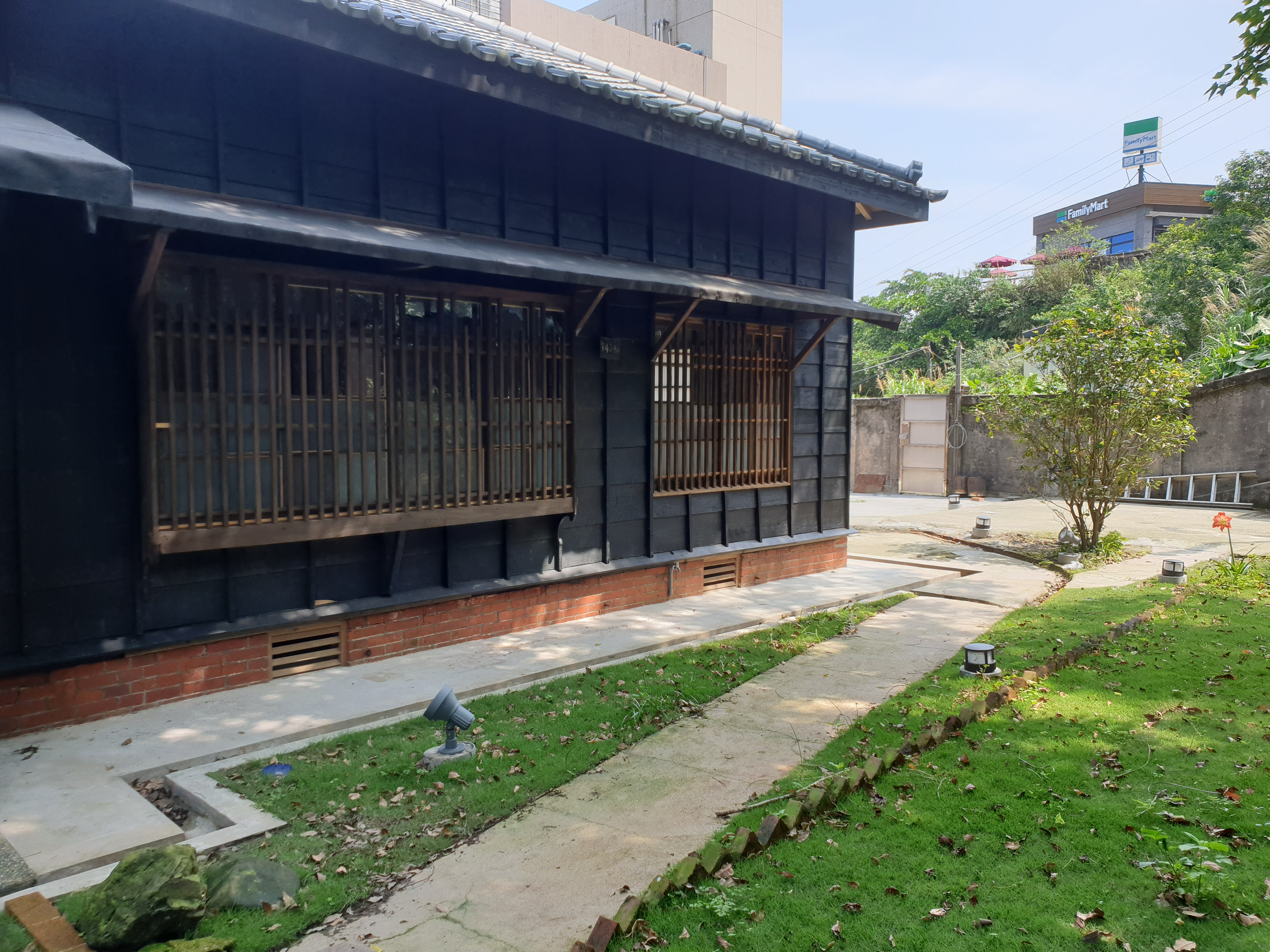
三毛菊次郎宅修復後狀態

昭和年間，金瓜石礦山事務所第一任所長島田利吉、第二任所長三毛菊次郎及其所代表的日本鑛業株式會社，均曾經資助金瓜石地區發展學校教育，例如贊助公學校新校地， 或是像三毛菊次郎以事務所名義出資五萬元新建公學校校舍，當時讓地方居民印象深刻及感念，便將三毛菊次郎居住過的所長宿舍稱為「三毛宅」。